# 청진 축구단
청진 축구단(淸津蹴球團)은 1926년 함경북도 청진을 연고로 하여 창단된  축구단이다.

## 대회 기록
- 전조선축구대회
  - 우승 ● 2회: (1932, 1935)

## 참고 자료
- 전조선축구대회 역대 결과-대한축구협회 웹사이트
- 大韓蹴球協會 편 『韓國蹴球百年史』라사라, 1986.
- 대한민국 스포츠 100년(22) 우승팀 못가린 창설 축구대회